# Mount Aspiring
Mount Aspiring ili Tititea (na maorskom), visine 3033 m, najviša je planina Novog Zelanda izvan Nacionalnog parka Mount Cook, koji se nalazi nešto sjevernije. Nalazi se u južnom dijelu Južnih Alpi, koje se pružaju duž Južnog otoka. Njegovo englesko ime, Mount Aspiring („Slavoljubiva planina”), dao mu je britanski inženjer i istraživač John Turnbull Thomson 1857. godine. No, planina je Maorima bila poznata kao Tititea („Blistavi vrh”), naziv koji se ponovno udomaćio nakon sporazuma s maorskim plemenom Ngāi Tahu 1998. god. Prvi uspon na planinu izveo je bojnik Bernard Head sa svojim vodičima (Jack Clarke i Alec Graham) 23. studenog 1909. god., i to preko ledenjaka Bonar, uspon koji nitko nije ponovio od 1965. god.
Najčešći uspon na Mount Aspiring je zapadom doline Matukituki, 50 km od jezera Wanaka do Raspberry Flata odakle se pruža staza sa serijom koliba-postaja koje vode do vrha.

## Nacionalni park Mount Aspiring
Mount Aspiring se nalazi unutar istoimenog nacionalnog parka Mount Aspiring koji je osnovan 1964. god. na južnom kraju Južnih Alpa, sjevrno od Fiordlanda i između regija Otago i West Coast, te zapadno od jezera Wanaka koje je bilo popularno među traperima i planinarima. Park ima površinu od 3.555 km² i pored Mount Aspiringa tu su još dva vrha viša od 2.500 m, Mount Pollux (2542 m) i Mount Brewster (2519 m). Prolaz Haas, jedan od glavnih prijelaza preko Južnih Alpa, nalazi se u jugoistočnom dijelu parka.
Okružuju ga tri ledenjačka sustava, ledenjak Bonar koji se spušta u rijeku Waipara, te ledenjaci Volta i Therma koji se prazne u rijeku Waitoto. Waipara se ulijeva u rijeku Arawatha, a ona se zajedno s Waiparom ulijeva u more Zapadne obale (West Coast), između zaljeva Haast i Jackson.
NP Mount Aspiring zajedno s nacionalnim parkovima Westland Tai Poutini, Mount Cook i Fiordland čini cjelinu jugozapada Novog Zelanda, Te Wahipounamu, koji se nalazi na popisu mjesta svjetske baštine u Oceaniji.
- Jezero Harrris
- Jezero Harrris okovano ledom
- Jezero Mackenzie
- Zapadni dio doline rijeke Matukituki
- Gorje Humboldt

## Vanjske poveznice
- Mount Aspiring National Park (engl.)